# Stauroteuthis
Stauroteuthis — рід восьминогів монотипової родини Stauroteuthidae.

## Поширення

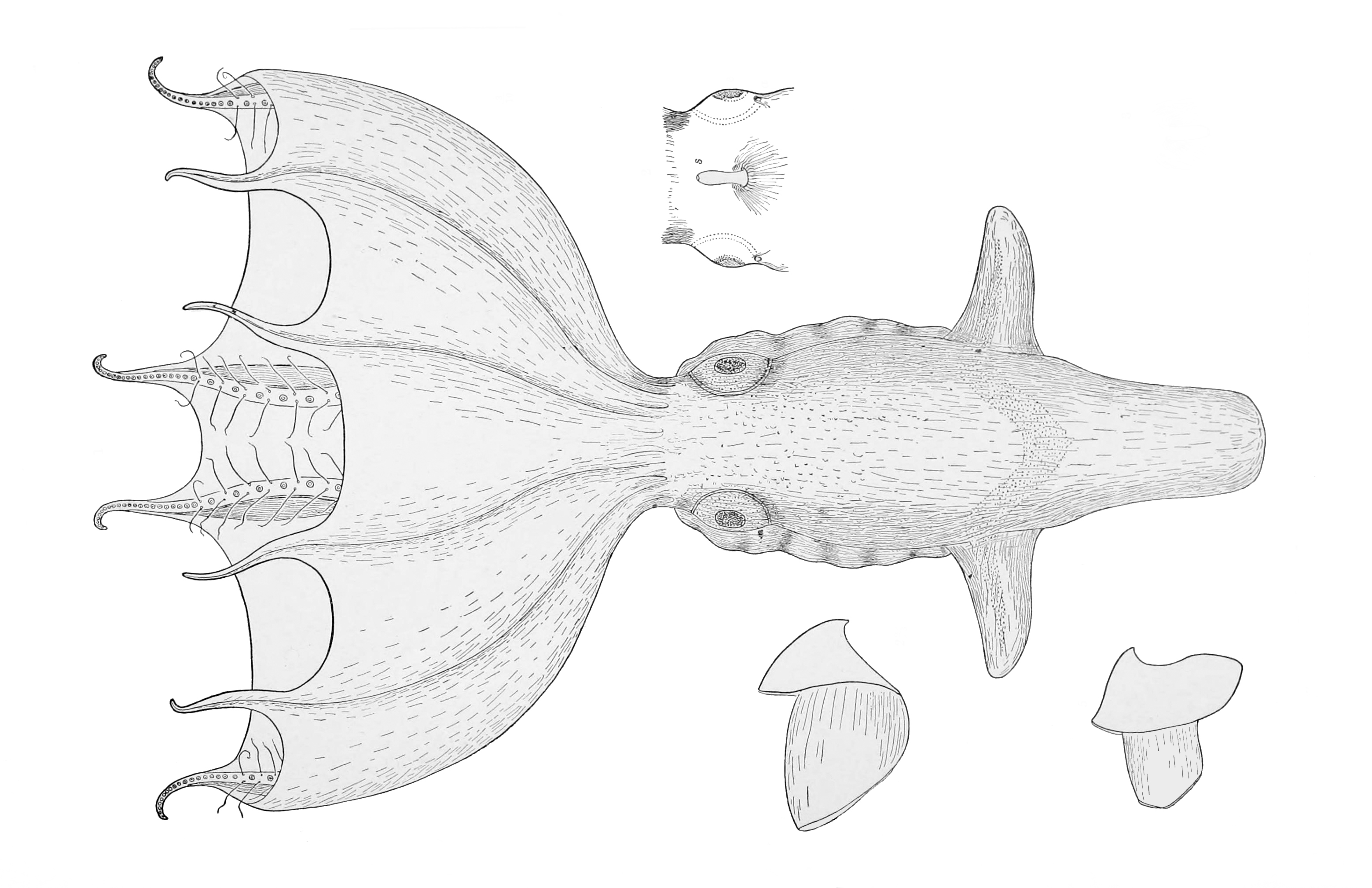
Stauroteuthis syrtensis

Рід поширений в Атлантичному океані. Глибоководний вид. Трапляється на глибині 500-4000 м, переважно, 1500—2500 м.

## Опис
Мантія завдовжки 5-10 см. Щупальця неоднакові, різної довжини. Найдовші можуть сягати до 35 см завдовжки. Радула відсутня.
Один з двох родів восьминогів, що здатний до біолюмінесценції. На щупальцях розташовані близько 40 фотофорів, що виділяють синьо-зелене світло, яке приваблює дрібних ракоподібних. Також світло може служити розпізнавальним сигналом для протилежної статі у шлюбний період.

## Види
- Stauroteuthis gilchristi. Відомий у двох локалітетах на півдні Атлантичного океану (біля узбережжя Південної Африки та архіпелагу Південна Джорджія). Інколи вид поділяють на два види та виокремлюють у рід Chunioteuthis.[3]
- Stauroteuthis syrtensis. Поширений на півночі Атлантики.[4][5]